# Droit colonial français
 (février 2024).

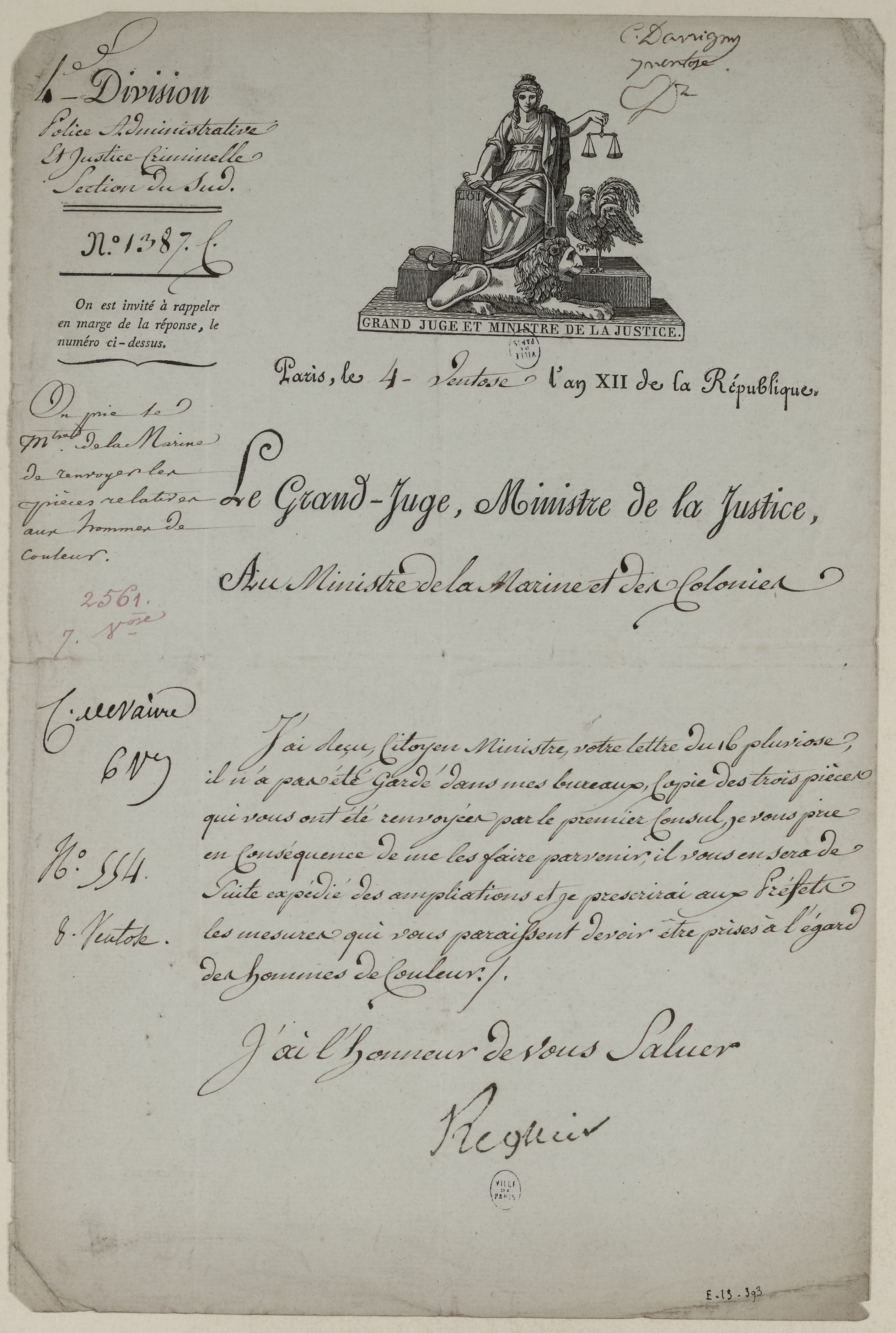
Lettre du ministre de la justice au ministre de la marine et des colonies concernant des documents sur les hommes de couleur.

Le droit colonial français est la partie du droit français historiquement pratiquée dans l'empire colonial français. Ce droit colonial était conçu dans l'ambition de la mission civilisatrice, mais il suivait en réalité généralement une logique de traitement discriminatoire des ressortissants des peuples colonisés[réf. nécessaire]. Parmi ses institutions comptent l'indigénat et l'esclavage légal. Il a souvent cherché à administrer les peuples colonisés à travers la compréhension de leurs organisations sociales comme des « coutumes ». Des professionnels se sont spécialisés dans le droit colonial français, dont des administrateurs, des juristes et des magistrats.

## Histoire
Dans l'ensemble, la colonisation par la France s'est faite sur un mode plus guerrier que juridique. La plupart des colonies sont annexées par la force de manière unilatérale, en vertu d'un « droit de conquête », c'est seulement exceptionnellement que la colonisation est formalisée sous la forme d'un traité bilatéral, comme dans le cas du protectorat de Tunisie.

## Idéologie
Dans l'idéologie coloniale, l'empire français était un prolongement et un dépassement de la Rome antique, imaginé comme un modèle de rectitude juridique auquel les colons français prétendaient ajouter le progrès et la justice sociale.
Dans la pensée du droit colonial français et les discours politiques autour d'elle, il existe un rapport paradoxal entre législations coloniales et nationale. Avec la déclaration des droits de l'homme de 1789 et la départementalisation de nombreuses colonies, les lois votées par l'Assemblée Nationale sont censées être les seules à s'appliquer en France, et les dépendances de l'empire sont réputées appartenir au territoire de la France. Pourtant, malgré ce principe d'identité, une distinction est établie entre domaine impérial et domaine national, deux régimes qui sont censés être séparés mais qui en pratique se superposent, donnant des configurations variées en fonction des circonstances politiques et juridictionnelles de chaque lieu. Cette tension entre universalisme républicain et rejet des colonies à la périphérie est au cœur des débats sur le droit colonial au fil des siècles, motivant des critiques sur son incohérence.

## Institutions
Le droit colonial français est focalisé sur le commerce, la citoyenneté différenciée, le travail forcé et la gestion administrative des terres. Les organes judiciaires et policiers s'adaptent aux colonies.

### Commerce

#### Régime de l'exclusif
Le principe de l'Exclusif est le régime sous lequel étaient placés tous les échanges commerciaux entre les colonies et la France aux XVIIe et XVIIIe siècles.
Selon ce principe, tout ce que la colonie produit doit être exporté vers la métropole et tout ce que la colonie importe doit venir de la métropole ou être transporté par des bateaux français. De même, les ports de la colonie ne peuvent ni acheter, ni vendre aux bateaux étrangers, fussent-ils issus des colonies étrangères voisines.
Le concept de commerce interlope, développé dès le XVIIe siècle par les navires hollandais puis anglais, déroge au principe de l'Exclusif.
Conçu pour enrichir l'État, ce régime soumet la prospérité des planteurs à celle de leurs agents métropolitains, qui ont le monopole d'un péage qu'ils appliquent dans les deux sens. Dans la colonie, l'Intendant, représentant l'État en matière de finances, de justice et de police, est chargé d'appliquer cette règle.
Lorsqu'il prend le pouvoir en 1799, Bonaparte « envisage un retour à l'Exclusif, qui était déjà devenu caduc dans les dernières décennies de l'Ancien Régime ».
Bien avant la Révolution française, le "Principe de l'Exclusif" avait « toujours été au cœur des critiques des colons », mais aussi des libéraux qui y voient une méthode artificielle pour favoriser uniquement des intérêts particuliers,.
Chaque tentative de revenir à «l'Exclusif » sera perçu comme tyrannique par les grands colons aux Antilles françaises, qui constatent qu'ils peuvent parfois acheter à meilleur marché, mais surtout vendre plus cher qu'à la Métropole, avec des coûts de transport plus bas, par exemple à la nouvelle nation américaine toute proche.

### Graduations de la citoyenneté
Le droit colonial français connait différentes configurations de la citoyenneté pour les résidents des colonies, avec plus ou moins de droits selon la catégorie sociale. Emmanuelle Saada fait remarquer que l'État français a cherché à lutter contre les reconnaissance de paternité d'enfants métis par des pères français, caractérisées comme frauduleuses.

### Travail forcé

#### Esclavage
À certains égards, l'utilisation du droit d'affranchissement a pu être une revendication politique pour l'abolition de l'esclavage.

##### Code Noir
Le Code noir ou Code Noir est le titre qui a été donné à l’ordonnance royale de Louis XIV ou Édit royal de mars 1685 touchant la police des îles de l'Amérique française, puis aux édits similaires de 1723 sur les Mascareignes et de 1724 sur la Louisiane, et enfin, à partir du milieu du XVIIIe siècle, aux recueils de textes juridiques relatifs aux colonies françaises. Le Code noir vise notamment à favoriser la culture de la canne à sucre, qui se développe alors dans les Antilles, sans aucune législation concernant les esclaves. Sous Louis XIII, Richelieu avait encouragé la traite au motif qu'elle était déjà en usage dans plusieurs monarchies européennes.
Par cette ordonnance, Louis XIV légifère notamment sur la condition des esclaves, alors présents dans les îles du sud de l'Amérique française, et officialise ou édicte un certain nombre de pratiques : les dimanches et fêtes chrétiennes seront obligatoirement chômés ; une nourriture suffisante est exigée, de même pour l'habillement ; interdiction de séparer les époux et les enfants lors d'une vente ; la torture est interdite ; les abus sexuels interdits ; les maîtres ne peuvent tuer leurs esclaves ; et des limites sont fixées aux châtiments corporels (qui sont alors les mêmes qu’en métropole, comme pour toute personne non noble,).
Cependant, en l’espace d’un siècle, toutes ces règles ne seront pas respectées par certains propriétaires. Et indépendamment de ces conditions, la privation de liberté, et l'arrachement aux pays d'origines, laisseront des souvenirs douloureux, qui hantent encore les mémoires au XXIe siècle.
Autre point de la législation, les Juifs sont expulsés des Antilles, le roi ne souhaitant, à cette période de son règne, qu'une seule religion sur toutes les terres appartenant au royaume de France.

#### Droit colonial du travail post-esclavage
Après la deuxième abolition de l'esclavage, l'empire colonial français s'est doté d'un droit du travail appliqué de manière disparate et idiosyncratique aux personnes anciennement esclavagisées et aux coolies.

#### Déportation au bagne
La déportation en droit français a été introduite au XVIIIe siècle, pour se substituer à la peine de mort pour les crimes contre la sûreté de l'État en cas de circonstances atténuantes. Peine « afflictive et infamante », souvent utilisée pour châtier les « délits politiques », la déportation pénale arrivait en effet après la peine de mort et les travaux forcés à perpétuité. Elle n'est pas appliquée jusqu'en 1848, date à laquelle l'abolition de la peine de mort pour les crimes politiques lui donne toute son importance. Les condamnés étaient généralement déportés dans des colonies pénales couramment appelées « bagnes », dans l'Empire colonial français. Elle a été définitivement supprimée du droit français sous Charles de Gaulle, par une ordonnance du 4 juin 1960.

### Droit foncier
La jurisprudence coloniale française considérait d'abord que les territoires des colonies appartenaient entièrement à l'État, puis a cherché à encourager la propriété privée des colons et le cantonnement individuel des terrains collectifs autochtones, toujours dans le but de faciliter l'appropriation coloniale.

#### Concessions
Les administrations françaises accordent des terres aux colons au moyen de contrats de concession. Les modalités changent beaucoup selon les colonies, ce qui donne des répartitions diverses des lotissements de colons, avec parfois de très grandes concessions qui mènent à des cultures intensives aux conséquences écologiques dévastatrices. À l'inverse, dans d'autres contextes, les populations autochtones ont fortement influencé la manière dont les concessions étaient distribuées par l'administration française.

#### Réserves
Alors que le droit colonial français permettait au départ aux colons de chasser très librement, au fil de l'histoire, les puissances françaises se sont soucié de créer des réserves naturelles. Dans ces espaces de réserve naturelle intégrale que l'État déclare vouloir protéger pour leur valeur naturelle, des équipes de police coloniales interdisent aux populations autochtones de se déplacer et de faire usage du terroir. La préservation de la nature à travers des sanctuarisations devient un moyen de justifier la colonisation, car le pouvoir étatique français se présente comme le seul capable de répondre à l'ampleur des problèmes environnementaux dans les colonies.

### Justice
L'organisation de la justice aux colonies s'est généralement faite au mépris des garanties de protection des justiciables qui existaient en métropole.

#### Tribunaux indigènes
Dans l'empire colonial français, un tribunal indigène est un organe du droit colonial français chargé de juger les affaires n'impliquant pas de colons. En principe, ces tribunaux sont censés appliquer le droit autochtone de chaque société dans laquelle ils s'insèrent. En pratique, tous les spécialistes s'accordent sur le caractère expéditif et arbitraire de ces tribunaux, qui sont soigneusement évités par les gens autochtones. Cette juridiction est instaurée par décret à Madagascar en 1898, en Afrique-Occidentale française en 1905 et en Afrique-Équatoriale française en 1910. Elle est organisée en quatre niveaux, avec à la base les chefs que l'administration choisit, puis en deuxième et troisième niveaux des juges français. Le pouvoir accordé à ces juges est sans commune mesure avec la métropole, puisqu'un tribunal indigène est généralement composé d'un seul juge, avec toutes les latitudes. La cassation, en dernier recours, est faite à Paris. Les peines prononcées sont à 95 % carcérales, créant un système de prisons d'ampleur. Un pour cent des condamnés est tué en application de la peine de mort. Entre 1921 et 1931 en Afrique-Occidentale, 180 personnes sont tuées sur ordre des tribunaux « indigènes » pour anthropophagie, alors qu'aucune preuve scientifique n'indique que de telles pratiques aient eu cours. Ces procès et ces morts servaient en fait à donner en spectacle la mission civilisatrice de la France, qui a très souvent caractérisé les peuples autochtones comme des cannibales. Au Soudan, les juges français sont d'avis que le droit local interdit aux femmes autochtones de quitter le domicile de leurs maris, et leur ordonne donc d'y retourner sans exceptions.
En 1905, l'administrateur Ernest Roume lance une enquête sur le droit autochtone visant à codifier les différentes pratiques, mais ce projet n'avança pas jusqu'à ce qu'il soit relancé en 1931 par l'administrateur Jules Brévié. Cent vingt-huit codes furent rédigés à partir de questionnaires remplis par des fonctionnaires, codes qui ne furent en pratique jamais utilisés par les tribunaux, et relégués dans l'oubli au moment des décolonisations.

### Prison et police
Les colonisateurs ont importé le modèle carcéral et policier du droit dans les colonies,.

## Rapports aux droits propres des peuples colonisés
La rencontre du droit colonial français avec les différents systèmes de droit autochtones a entraîné d'importants malentendus, notamment autour de la notion de propriété privée individuelle importée d'Europe et qui a été utilisée pour résumer et faire appliquer des conceptions souvent franchement différentes du rapport à la terre.

### Intégration
Le droit colonial français a participé à créer l'image d'un « droit musulman » monolithique, envisagé dans la perspective d'un pluralisme juridique au sens faible comme un outil d'intégration des sociétés locales dans l'ordre colonial. Cela a notamment été le cas à travers la reconfiguration du droit musulman en Algérie coloniale. De même, la rédaction par des délégués de la puissance coloniale française des « coutumes » malgaches fut intimement liée au projet colonial. L'anthropologie a joué un rôle important dans ces processus, tout comme la traduction des ordres juridiques autochtones dans les termes du droit français. En Afrique, l'imposition du droit colonial a généralement conduit à la déconsidération des ordres juridiques locaux et à leur adaptation au capitalisme et à l'individualisme français. En effet, le droit français s'opposait en général sur ces aspects aux systèmes de droit africain, et les colons ont cherché à transformer les structures sociales et juridiques des nations africaines pour le bénéfice de la métropole française.

### Reconnaissance
Cette appropriation des ordres juridiques locaux par le droit colonial français n'a pas été parfaite, particulièrement en Guyane. Ainsi :

« Même s’ils n’étaient pas reconnus comme citoyens, en raison de la grande marginalité des Amérindiens et des Businenge, ceux‑là n’ont jamais relevé du statut d’indigène inexistant en Guyane et leur us et coutumes n’ont jamais été saisis par le droit colonial. »

En concluant des traités avec des nations bushinengués, le gouvernement impérial français a même dans une certaine mesure reconnu l'altérité et l'autonomie juridiques de peuples dont il colonisait pourtant le territoire.
Dans des cas où l'administration française n'avait pas de prise sur certains conflits, les tribunaux coloniaux se sont reposé sur le droit autochtone, par exemple dans les affaires de rançon après vol de troupeaux au Maghreb.

## Professionnels du droit

### Juristes
À partir du XIXe siècle, des revues à prétention scientifique sont créées afin de discuter du droit colonial français d'un point de vue de dogmatique juridique. Tout un ensemble de juristes ont construit leurs carrières dans la colonisation,. Le droit, en tant que discipline, joue un rôle central dans la conceptualisation et la justification de la colonisation, influençant la manière dont les sociétés coloniales sont perçues et administrées. Pourtant, les principaux acteurs du droit universitaire de l'époque négligent souvent le fait colonial, au dam du professeur Arthur Girault, partisan d'un enseignement plus important de cette matière dans les facultés de droit.

### Magistrats
La Cour de cassation a supervisé la jurisprudence des magistratures coloniales, par exemple concernant l'appropriation des terres par les colons. Les magistrats coloniaux de l'empire français étaient souvent des gens de l'Hexagone qui faisaient toute leur carrière dans les colonies. Ils travaillaient en concert avec l'administration coloniale, mais une certaine dynamique jouait entre les deux. Ces juges ont particulièrement influencé l'appréhension du droit autochtone dans les colonies. Un exemple est celui du juge de paix Ernest Zeys en Algérie.

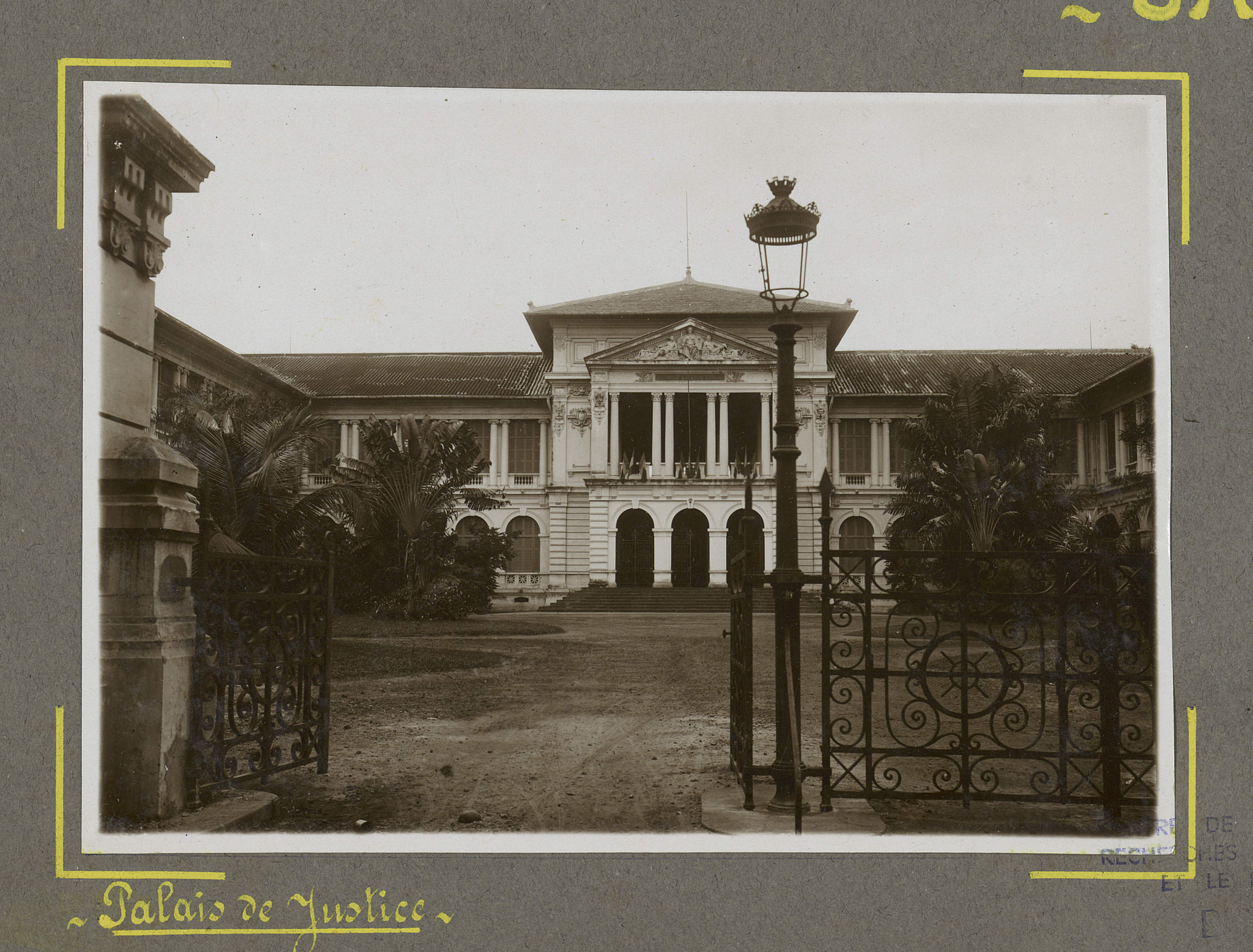
Ancien tribunal français à Hô Chi Minh-Ville en 1930, ultérieurement devenu le siège (vi) de la Cour populaire suprême du Viêt Nam.
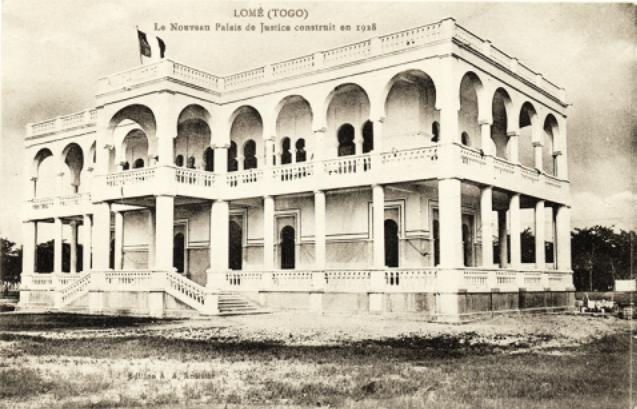
Palais de justice colonial à Lomé.
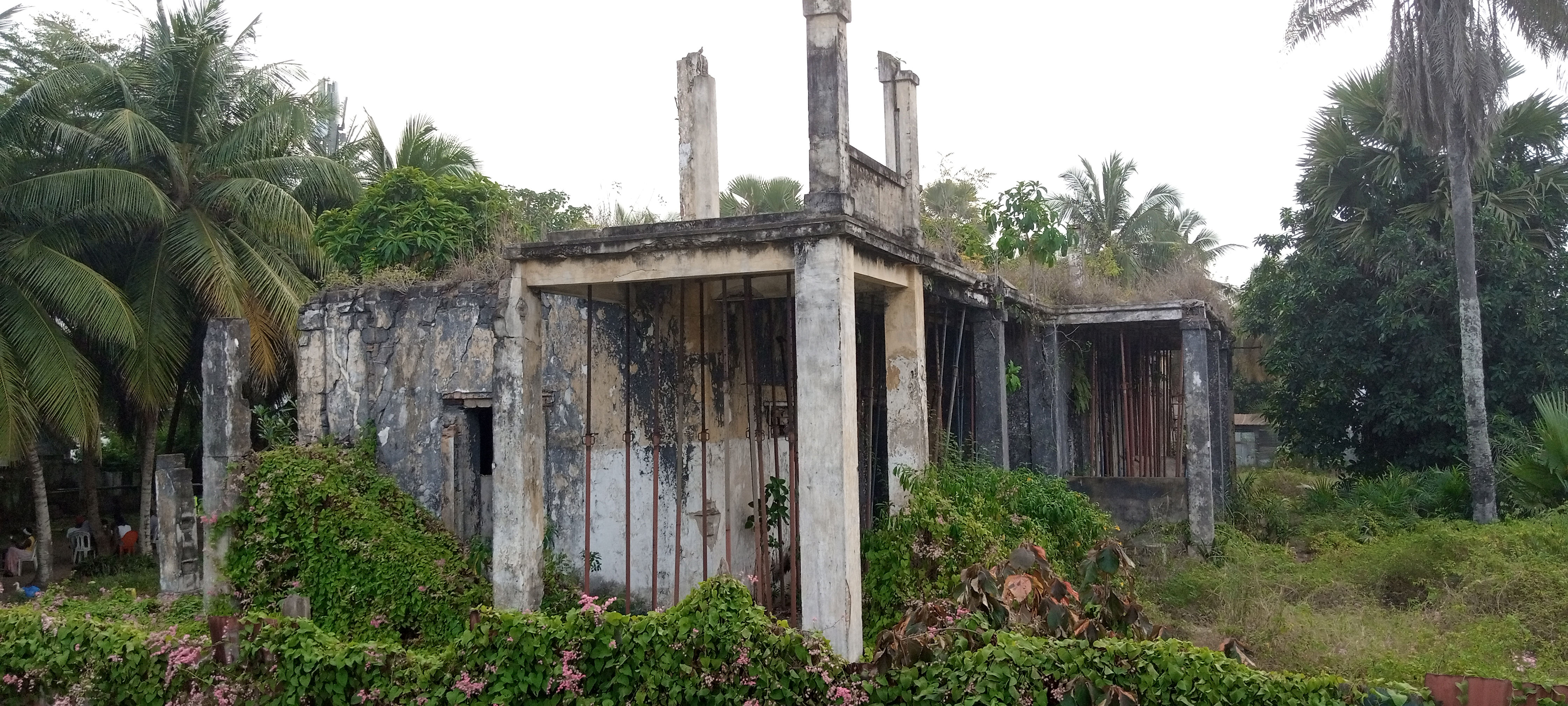
Palais de justice colonial de Grand-Bassam, aujourd'hui monument historique.

## Par pays

### Indochine
En Indochine, les concessions étaient censées respecter les normes autochtones, mais cette garantie était purement formelle.

#### Tonkin
La prostitution était légale et réglementée dans le protectorat français du Tonkin. Le système de réglementation exigeait que les travailleuses du sexe s'enregistrent auprès de la police, paient des taxes élevées, se soumettent à des examens vénériens inquisitoires et, en cas de test positif, soient mises en quarantaine. Cela avait pour effet que de nombreuses travailleuses du sexe travaillaient au noir, en prétendant par exemple être des artistes de rue. La police jouait un rôle ambigu dans la légalité de la prostitution, car les policiers réprimaient partiellement les travailleuses non-déclarées mais en même temps faisaient souvent appel à leurs services.
Il y avait un comité consultatif présidé par un juriste français chargé d'étudier les manières viêt de faire du droit. L'importance accordée aux normes autochtones a beaucoup varié suivant les différentes modalités de gouvernement façonnées par les puissances françaises, tendant à décroître à mesure de la colonisation.

#### Cochinchine
En Cochinchine, le régime des amendes collectives, infligées aux municipalités lorsque des criminels individuels ne peuvent être appréhendés, persiste même après son abolition en Algérie où il avait été inventé.

#### Cambodge
Sally Frances Low a écrit un livre sur le droit colonial français au Cambodge.

### Afrique
En Afrique-Occidentale française et en Afrique-Équatoriale française, les pouvoirs étatiques français décrètent la création d'un système appelé « justice indigène » en 1903, censé faire rendre la justice par des juges français en suivant les pratiques juridiques autochtones. Dans les faits, cette branche judiciaire a été vastement critiquée par les Africains pour ses jugements expéditifs.
Dans l'Afrique colonisée par la France, les administrations faisaient un impôt de capitation à chaque personne. L'objectif était principalement d'asseoir devant chaque individu la souveraineté coloniale.

#### Afrique-Occidentale
Dans l'Afrique-Occidentale française, une certaine tension jouait entre les magistrats coloniaux et l'administration sur les modalités de l'application de l'indigénat et de la « justice indigène ». Ces deux régimes juridiques, l'un disciplinaire et l'autre pénal, sont censés être distincts mais dans la pratique s'hybrident au sein des colonies de l'AOF. Les administrateurs coloniaux négociaient entre le besoin de faire fonctionner le pouvoir judiciaire pour légitimer la colonisation et la nécessité de ne pas laisser les affaires embarrassantes prendre des proportions de scandale, qui auraient pu mettre en danger leurs carrières en émouvant l'opinion publique métropolitaine. C'est ainsi que les sujets africains de l'empire français n'avaient accès qu'à des tribunaux simplifiés et expéditifs.
Au Soudan, le procès de Mademba Seye devant la juridiction française a joué un rôle particulièrement important.
Dans les colonies de l'AOF, le traitement de la folie par les puissances publiques est différent d'en métropole. En Europe, c'est surtout un discours médical qui se développe à travers l'interaction entre administration carcérale médecins, argumentant pour l'isolation des personnes caractérisées comme folles dans des asiles afin de les soigner. En Afrique, la folie est appréhendée par les colons comme un problème de sécurité publique et de pacification des autochtones. En s'appuyant sur l'idée que la vie psychique des gens dits indigènes serait trop différente de celle des métropolitains pour pouvoir leur appliquer les mêmes méthodes médicales, la principale réaction des gouverneurs coloniaux est d'enfermer et de punir les personnes qu'ils perçoivent comme folles. Pour les fonctionnaires judiciaires, policiers et carcéraux d'AOF, le droit colonial français n'a pas vocation à traiter la folie de manière différente par rapport aux rebellions et mouvements mystiques anti-colonialistes,.

#### La Réunion
À la Réunion en 1811, le procès de résistants à l'esclavage présente des difficultés liées à l'enchevêtrement du droit d'ancien régime et du droit colonial révolutionnaire.

#### Maghreb
Dans les colonies d'Afrique du Nord, les juges coloniaux condamnent beaucoup de femmes pauvres pour prostitution.
Les actes d'un colloque sur le sujet ont été publiés en 2022, et les contributions du premier chapitre d'un ouvrage paru en 2023 parlent de cette histoire.

### Nouvelle-France
En Nouvelle-France, le pouvoir métropolitain a tissé son pouvoir au XVIIe siècle en organisant des cours de justice dans la colonie. Le but était de faire respecter les nouvelles régulations qu'il tentait d'imposer aux colons et aux compagnies, lesquels jusqu'alors considéraient comme leur droit acquis de pouvoir pêcher, chasser et commercer comme il leur semblait bon sur le sol américain.

### Caraïbe

#### Saint-Domingue
À Saint-Domingue, les habitants (c'est le nom donné aux chefs des plantations dans les Antilles) acquièrent et héritent des concessions accordées par l'administration française. Ces habitants, souvent esclavagistes, militent pour obtenir des droits de propriété sur ces concessions. Ils n'y parviennent pas, sauf après la révolution haïtienne: ils convainquent le gouvernement que l'indépendance de la première république noire a lésé leurs droits de propriété. La République les a alors dédommagés, notamment en fonction du nombre de personnes esclavagisées dont ils avaient perdu le contrôle. La France s'est ensuite tournée vers Haïti pour lui faire payer ces dommages à des droits de propriété qu'elle-même ne reconnaissait pas avant la révolution.
Selon Malick Ghachem, les luttes pour les réformes du droit de l'esclavage par les gens libres de couleur à Saint-Domingue dans le siècle précédant la Révolution haïtienne ont joué un rôle important pour affaiblir les institutions esclavagistes.

#### Petites Antilles
Marco Fioravanti a écrit un livre sur la justice française aux Antilles.

## Postérité

### Dans les pays postcoloniaux
Après les indépendances et les décolonisations, de nombreux pays se sont dotés d'États qui ont conservé en grande partie les institutions du droit colonial français.